# Val Bodengo
La Val Bodengo (in chiavennasco Val Bodengh) è una valle in provincia di Sondrio (Lombardia).
Il fiume Bodengo scorre in direzione ovest-est nella valle, nel comune di Gordona. Lungo il fiume si può praticare il canyoning.
La strada che porta in Val Bodengo è a pagamento: è necessario acquistare il permesso a Gordona.